# Taku Iwasaki
Taku Iwasaki (岩崎 琢 Iwasaki Taku?, nacido el 21 de enero de 1968) es un compositor japonés. Es un reputado compositor de bandas sonoras para anime japonés, entre las cuales las más destacadas son: Black Cat, Getbackers, Witch Hunter Robin, Noragami y Tengen Toppa Gurren-Lagann. También ha compuesto bandas sonoras para varios videojuegos.

## Biografía
En 1992, se graduó en la Universidad Nacional de Bellas Artes y Música de Tokio. Mientras aún se encontraba estudiando, recibió un galardón como uno de los alumnos más prometedores por parte de la Sociedad Japonesa de Música Contemporánea. 

## Detalles
- Su música es muy voluble. En una misma obra suya se pueden encontrar resumidos estilos tan variados como la orquesta con soprano, el Rock, el Techno y la música New Age.
- Sus composiciones no suelen ser fáciles de interpretar. Cabe escucharlas atentamente varias veces para ello.

## Discografía

### Anime
| Año  | Título del Anime                                                        |
| ---- | ----------------------------------------------------------------------- |
| 1999 | Now and Then, Here and There                                            |
| 1999 | Rurouni Kenshin, el Guerrero Samurai: Memorias del Pasado               |
| 2001 | Read or Die (OVA)                                                       |
| 2001 | Sadamitsu the Destroyer                                                 |
| 2001 | Go! Go! Itsutsugo Land                                                  |
| 2001 | Rurouni Kenshin, el Guerrero Samurai: el Final (OVA)                    |
| 2002 | Getbackers                                                              |
| 2002 | Witch Hunter Robin                                                      |
| 2003 | Read or Die                                                             |
| 2004 | Yakitate!! Japan                                                        |
| 2005 | Angel Heart                                                             |
| 2005 | Black Cat                                                               |
| 2006 | 009-1                                                                   |
| 2006 | Bincho-tan                                                              |
| 2006 | Kekkaishi                                                               |
| 2006 | Oban Star-Racers                                                        |
| 2006 | Gin-iro no kami no Agito                                                |
| 2007 | Tengen Toppa Gurren-Lagann                                              |
| 2008 | Persona - Trinity Soul                                                  |
| 2008 | Soul Eater                                                              |
| 2009 | Kuroshitsuji                                                            |
| 2010 | Katanagatari                                                            |
| 2011 | C (anime)                                                               |
| 2011 | Kami-sama no Memo-chō                                                   |
| 2011 | Ben-To                                                                  |
| 2012 | Jormungand                                                              |
| 2012 | JoJo's Bizarre Adventure: Battle Tendency                               |
| 2013 | Gatchaman Crowds                                                        |
| 2014 | Noragami                                                                |
| 2014 | Mahōka Kōkō no Rettōsei                                                 |
| 2014 | Akame Ga Kill!                                                          |
| 2014 | Magic Kaito 1412                                                        |
| 2015 | Gatchaman Crowds insight                                                |
| 2015 | Noragami Aragoto con Kayo Konishi, Yukio Kondoo (MOKA☆) y ELECTROCUTICA |
| 2016 | Bungō Stray Dogs                                                        |
| 2016 | Qualidea Code                                                           |

### Videojuegos
| Año  | Título                  | Plataforma                  | Compañía |
| ---- | ----------------------- | --------------------------- | -------- |
| 1996 | Soul Edge               | PlayStation                 | Namco    |
| 2004 | Uncharted Waters Online | Windows, PlayStation 3      | KOEI     |
| 2006 | Muv-Luv Alternative     | PC, Xbox 360, PlayStation 3 | âge      |

### Colaboraciones
- Colabora como compositor de los temas de inicio de y final del anime "Romeo no Aoi Sora", cantados por Kasahara Hiroko.
- Hace de arreglista en el segundo tema final del anime "Rumbling Hearts", cantado por Minami Kuribayashi.
- Compone el tema inicial del anime de "Sadamitsu the Destroyer".
- Es el arreglista del tema final de "The SoulTaker", cantado por Kakijima Shinji.
- Hace los arreglos para el tema final del anime de "Witch Hunter Robin", cantado por Bana.
- Trabaja como arreglista en la banda sonora del anime "Yokohama Kaidashi Kikou ~Quiet Country Cafe~", además de componer el tema final, cantado por Shiina Hekiru.